# Sabetha
Sabetha ist eine Stadt im Brown County und Nemaha County im Bundesstaat Kansas in den Vereinigten Staaten.

## Geschichte

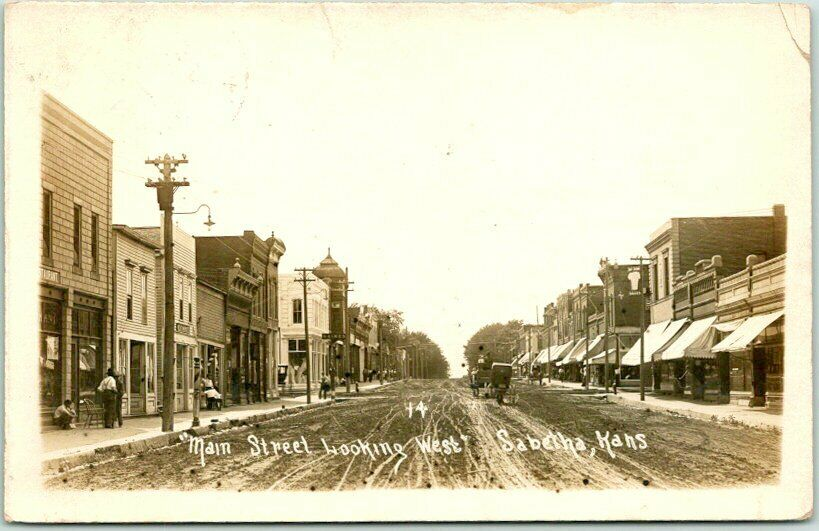
Main Street im Jahr 1913

Die Besiedlung von Sabetha begann etwa um 1854. Der Name soll vom Wort Sabbath (Sonntag) stammen, da der erste Siedler an diesem Tag ankam. Sabetha wurde 1874 offiziell als Stadt eingetragen.
Am 13. Juni 1998 wurde die Innenstadt von Sabetha von einem Tornado der Stärke F2 getroffen, der schwere Schäden anrichtete. Dabei wurden insgesamt 18 Gebäude beschädigt, darunter auch das historische Rathaus.

## Geographie
Nach Angaben des United States Census Bureau umfasst die Stadt eine Fläche von 8,3 km², davon sind 8,26 km² Landfläche und 0,03 km² Wasserfläche.

## Wirtschaft
Sabetha verfügt über mehr Arbeitsplätze als Einwohner. Grund dafür ist unter anderem das große Werk von Wenger Manufacturing, das Extruder und andere Maschinen produziert. Weitere wichtige Arbeitgeber sind Coperion (ehemals MAC Equipment), das Anlagen zur Materialhandhabung und Luftfilterung herstellt, sowie die Firmen KSi Conveyors und USC. Viele Menschen aus Nachbarorten pendeln täglich zur Arbeit nach Sabetha.

## Bildung
Die Stadt gehört zum Schulbezirk Prairie Hills USD 113, der 2010 durch die Zusammenlegung der Schulbezirke Sabetha USD 441 und Axtell USD 488 entstand.